# Мацикур Віктор Степанович
Віктор Степанович Мацикур (нар. 17 січня 1975, с. Підгородне Тернопільського району Тернопільської області, Україна) — український спортсмен (бодібілдинг), тренер зі спеціальної і фізичної підготовки Федерації фрі-файту Тернопільської області, громадський діяч. Чемпіон світу з жиму лежачи, віце-чемпіон світу та Європи з фітнесу, віце-чемпіон Європи з жиму лежачи, багаторазовий чемпіон та призер чемпіонатів України. Директор департаменту сім'ї, молоді, фізичної культури та спорту Тернопільської ОДА (2014—2014 рр). Начальник управління фізичної культури та спорту Тернопільської ОДА (2015—2019 рр.)

## Життєпис
Від народження проживав у с. Підгородне. Закінчив із відзнакою Почапинську середню школу Тернопільського району, хоча в початкових класах із фізкультури мав «трійку». У 1992—1997 рр. навчався у Тернопільському державному педагогічному інституті (тепер національний педагогічний університет) і отримав фах «вчитель географії і історії». Закінчив Львівський державний університет фізичної культури, отримавши диплом спеціаліста за спеціальністю «Спорт, тренер з обраного виду спорту, викладач фізичного виховання».
У 1997—1998 рр. пройшов строкову службу.
У 1996—2004 роках працював педагогом у Прошівській ЗОШ I—II ст. (викладав курс шкільної історії від стародавніх часів і до новітньої історії України та світу), ВПТУ № 1 м. Тернополя (викладав новітню історію та правознавство), Технічному коледжі ТДТУ (викладав політологію, соціологію та філософію).
Працював у страховій компанії, деякий час був безробітним, за одноразову допомогу, яку отримав від центру зайнятості для ведення бізнесу, заснував власну справу. Від 1998 року тренує у фітнес-клубах. У 2006—2008 відкрив фітнес-клуб «Алігатор», де був фітнес-директором і головним тренером. У 2013 відкрив єдиний у Тернополі фітнес-клуб преміум-класу «Maximus». У 2014 році відкрив власний тренажерний зал «Vitamin gym».
Від 15 жовтня 2014 року — директор департаменту у справах сім'ї, молоді, фізичної культури і спорту Тернопільської облдержадміністрації. Звільнився за власним бажанням з посади начальника управління фізичної культури та спорту Тернопільської ОДА 27 квітня 2019 року.
Був кандидатом у депутати Тернопільської міської ради від партії «Блок Петра Порошенка» на місцевих виборах 2015 року, хоча не був членом партії.
Один із трьох співоорганізаторів, один із наставників і член журі проекту «Мій лицарський хрест» телеканалу ІНТБ. Співорганізатор турніру «Битва за честь». Співголова промоутерського центру «Характерник».
Автор та ведучий програми «Фітнес Еволюція» на телеканалі ІНТБ.
Автор концепції «узбережжя м'язів» на острівку Чайка і встановлення вуличних тренажерів у районах міста Тернополя та організації роботи на них «вуличної академії фітнесу». Вже встановлено 6 таких залів по всьому місту.
Одружений, разом із дружиною Галиною, яка також займається культуризмом і працює викладачем у Технічному коледжі ТНТУ, виховують сина.

## Спортивна кар'єра
У 10 років почав займатися біатлоном, потім були настільний теніс, бокс, боротьба, карате. Взимку катається на лижах.
У 2003 році заснував Федерацію бодібілдингу та фітнесу Тернополя, почав проводити спортивні змагання, фестивалі, показові виступи.
У 2004—2007 роках активно виступав як спортсмен. Відновив виступи у 2013 році.
У 2004—2007 — віце-президент кількох всеукраїнських федерацій: NABBA Україна, НАББА України, WPO/WPC України. Віце-президент Федерації фітнесу і бодібілдингу України (ФФБУ WFF/WBBF).
Суддя міжнародної категорії з пауерліфтингу федерації WPO/WPC. Сертифікований персональний тренер федерацією WFF. Атестований боковий суддя Всеукраїнської федерації фрі-файту та контактних єдиноборств.

### Перемоги
- Чемпіон світу з жиму лежачи (2013),
- віце-чемпіон світу з фітнесу,
- віце-чемпіон Європи з фітнесу,
- віце-чемпіон Європи з жиму лежачи,
- багаторазовий чемпіон чемпіонатів України з бодібілдингу (2006),
- володар Кубку України з бодібілдингу (2013),
- призер Чемпіонатів Світу (2005), (2006)
- призер чемпіонатів України з бодібілдингу.

### Перелік турнірів та результати
Бодібілдинг
- 2004 (осінь) — Чемпіонат України з бодібілдінгу (м. Одеса), дебют
- 2005 (осінь) — Кубок України з бодібілдінгу (м. Сімферополь), 2 місце (пари)
- 2006 (осінь) — Чемпіонат України з бодібілдінгу (м. Південноукраїнськ), 6 місце (чоловіки), 1 місце (пари)
- 2005 (осінь) — Гран Прі Поділля з бодібілдінгу (м. Кам'янець-Подільський), 3 місце (чоловіки), 1 місце (пари)
- 2005 (осінь) — Чемпіонат світу з бодібілдінгу (м. Вільнюс), 3 місце (пари)
- 2006 (осінь) — Чемпіонат світу з бодібілдінгу (м. Твер), 4 місце (чоловіки), 3 місце (пари)

Пауерліфтинг (жим лежачи)
- 2006 (весна) — Чемпіонат Європи з жиму лежачи (м. Хармансдорф, Австрія), 3 місце
- 2006 (осінь) — Чемпіонат Європи з жиму лежачи (м. Кремс, Австрія), 3 місце
- 2006 (зима) — Чемпіонат світу з жиму лежачи (м. Лас-Вегас, США), 1 місце
- 2007 (весна) — Чемпіонат Європи з жиму лежачи (м. Бас, Велика Британія), 3 місце
- 2007 (літо) — Чемпіонат Великої Британії з жиму лежачи (м. Порт-Талбот, Велика Британія)
- 2007 (літо) — Чемпіонат Європи з жиму лежачи (м. Лангелойс, Австрія), 5 місце

## Відзнаки, нагороди
- Увійшов до списку «100 кращих тернополян 2015»[14].
- нагороджений почесним іменним дипломом Світової Федерації фітнесу WFF/WBBF[15]